# Gökboet (film)
Gökboet (originaltitel: One Flew Over the Cuckoo's Nest) är en amerikansk dramafilm från 1975 i regi av Miloš Forman, baserad på romanen Gökboet från 1962 av Ken Kesey. I huvudrollerna ses Jack Nicholson, Louise Fletcher, William Redfield, Will Sampson och Brad Dourif.

## Handling
Randle Patrick McMurphy (Jack Nicholson) tror att han kan komma ifrån det hårda arbetet i fängelset genom att spela galen. När han hamnar på ett mentalsjukhus försöker han liva upp stämningen genom att se en basebollmatch på TV, spela kort och basket med de andra patienterna. Sådana påfund tycker inte den ordentliga Syster Ratched (Louise Fletcher) om och det hela utvecklas till ett katt-och-råttaspel mellan McMurphy och Syster Ratched där den ena ständigt försöker övervinna den andra.

## Rollista[6]
| Jack Nicholson     | – Randle Patrick McMurphy |
| Louise Fletcher    | – Syster Ratched          |
| William Redfield   | – Dale Harding            |
| Will Sampson       | – "Hövding" Bromden       |
| Brad Dourif        | – Billy Bibbit            |
| Sydney Lassick     | – Charlie Cheswick        |
| Danny DeVito       | – Martini                 |
| Christopher Lloyd  | – Max Taber               |
| Dean R. Brooks     | – Dr. John Spivey         |
| William Duell      | – Jim Sefelt              |
| Vincent Schiavelli | – Frederickson            |
| Delos V. Smith     | – Scanlon                 |
| Michael Berryman   | – Ellis                   |
| Nathan George      | – Washington              |
| Lan Fendors        | – Syster Itsu             |
| Mimi Sarkisian     | – Syster Pilbow           |
| Mews Small         | – Candy                   |
| Scatman Crothers   | – Turkle                  |
| Louisa Moritz      | – Rose                    |

## Produktion och mottagande
Ken Kesey, författaren av förlagan, tyckte så illa om manuskriptet till filmen att han vägrade se den. Han ville att Hövding Bromden skulle vara berättare, precis som i boken.
Gökboet var den andra filmen att vinna alla de fem tyngsta Oscarstatyetterna; Bästa manliga huvudroll (Jack Nicholson), Bästa kvinnliga huvudroll (Louise Fletcher), Bästa regi (Miloš Forman), Bästa film och Bästa filmmanus.
Fotografen Mary Ellen Mark var stillbildsfotograf på inspelningen. Hon gav 1979 ut en reportagebok, Ward 81, om Oregon State Hospital där filmen spelades in.

## Visning i Sverige
Filmen hade svensk premiär 26 februari 1976 på biografen Cinema i Stockholm. Samma dag visades den även på Victoria i Stockholm och Royal i Göteborg.
I Sverige gick filmen i över 10 år, det vill säga till vintern 1986/1987 på biograferna i Stockholm, vilket är ett svenskt rekord.